# António dos Santos Graça
António dos Santos Graça (Póvoa de Varzim, Póvoa de Varzim, 16 de janeiro de 1882 – Póvoa de Varzim, Póvoa de Varzim, 7 de setembro de 1956) foi um etnógrafo, jornalista e político português.

## Biografia
Foi um dos fundadores do semanário "O Comércio da Póvoa de Varzim", em 1903, com Carlos de Almeida Braga, José Eduardo Pinheiro, Júlio Dias Vieira de Sousa, Leopoldino Gomes Loureiro, Bernardino Pinheiro e o Padre Afonso dos Santos Soares.
Destacou-se no estudo da cultura poveira, especialmente no que toca ao estudo das siglas poveiras, com obras como O Poveiro (1932), A Crença do Poveiro nas Almas Penadas (1933), Inscrições Tumulares por Siglas (1942) e A Epopeia dos Humildes (1952).